# La aventura equinoccial de Lope de Aguirre
La aventura equinoccial de Lope de Aguirre es una novela histórica del escritor español Ramón J.Sender. Recrea la expedición al Amazonas organizada por Pedro de Ursúa a la búsqueda de El Dorado y la posterior rebelión organizada por Lope de Aguirre.

## Descripción y argumento
Rica en personajes y descripciones, la novela está narrada en tercera persona, alternándose con los monólogos interiores del propio Aguirre. La expedición parece abocada a un destino nefasto ya desde el inicio, con un Ursúa dominado hasta la nulidad por la pasión sexual hacia su amante, la mestiza Inés de Atienza. 
Asistimos al proceso de rebelión que comienza al ejecutar a Ursúa, el jefe de la expedición. Luego, es nombrado líder el noble Hernando de Guzmán, solo para ser asesinado también por Lope de Aguirre, que, una vez tomado el control de la expedición finaliza el descenso del Amazonas a la vez que continúa ejecutando a sus hombres en razón de sus sospechas (fundadas o no) y declara su rebelión a la corona española. Arriba a la isla Margarita la cual ocupa y gobierna con mano cruel mientras prosigue su serie de ejecuciones sospechando de todos. 
Finalmente, se nos narra su expedición a Tierra Firme con la intención de alcanzar el Perú e iniciar una revolución contra la corona, pero la mayoría de sus hombres deserta y él mismo es hecho prisionero en Barquisimeto para acabar muerto a arcabuzazos por sus propios hombres poco después de que asesine a puñaladas a su propia hija, Elvira, para que sus enemigos no pudiesen tomar represalias con ella.

## Adaptaciones a otros medios
Impresionado por la novela de Sender, el cineasta alemán Werner Herzog la tomó como referencia, con algunas variaciones, para su película Aguirre, la cólera de Dios (1972).
Asimismo, el cineasta Carlos Saura se embarcó en la adaptación de la novela a la gran pantalla. El ambicioso proyecto hizo de esta producción la más cara, hasta esa fecha, del cine español, con un presupuesto estimado de 1000 millones de pesetas. La película se estrenó en el año 1988 con el título de El Dorado.

## Influencias
La obra retoma la novela histórica El camino de El Dorado (1947), escrita por el venezolano Arturo Uslar Pietri, la cual narra la expedición de Lope de Aguirre desde el Perú hasta el Caribe. En ella, el autor recrea los diálogos e incidentes de la travesía y culmina con la descripción de la muerte del rebelde a manos de sus propios hombres.